# Australentulus betschi
Australentulus betschi – gatunek pierwogonka z rzędu Acerentomata i rodziny Acerentomidae.

## Taksonomia
Gatunek opisany został w 1978 przez Josefa Noska i nazwany na cześć Jean-Marie Betscha.

## Występowanie
Gatunek ten jest endemitem Madagaskaru, znanym wyłącznie z okolic Ankarafantsiki w północno-zachodniej części wyspy.